# Lăcusteni (okręg Jałomica)
Lăcusteni – wieś w Rumunii, w okręgu Jałomica, w gminie Platonești. W 2011 roku liczyła 911 mieszkańców.